# 추정신탁
추정신탁(Constructive trust) 혹은 의제신탁은 영미법의 형평법적 구제방법으로 피고의 부당이득으로 인해 얻은 재산이나 이익을 추정된 신탁관리하에 둠으로써 피해자(원고)에게 보상을 해주는 것이다. 

## 요건
- 자기거래
- 사기나 부적절한 영향
- 비밀신탁
- 구두부동산신탁설정

## 참고 문헌
- 명순구, 현대미국신탁법, 세창출판사, 2005 ISBN 9788984111240
- 임채웅 역, 미국신탁법 : 유언과 신탁에 대한 새로운 이해, 박영사, 2011  ISBN 9788964546284
- 곽철미, [미국법과 미국의 변호사] 의제신탁 법리(Constructive Trust), 2013.05.27